# Jean-Pierre Tokoto
Jean-Pierre Tokoto (ur. 26 stycznia 1948 w Duali) – kameruński piłkarz, występował na pozycji napastnika.

## Kariera klubowa
Swoją karierę rozpoczynał w Oryxie Duala. Następnie przeniósł się do Francji, by grać w Olympique Marsylia. Później grał w dwóch paryskich klubach z niższych lig, po czym wrócił do Marsylii. O od sezonu 1972/1973 Tokoto został zawodnikiem Girondins Bordeaux i grał tam przez cztery sezony, po których przeniósł się do Paris Saint Germain. Tam rozegrał dwa sezony. W pierwszym zaliczył 29 meczów i 7 bramek, a w drugim 21 meczów i 5 bramek. Po przygodzie w stolicy Francji Tokoto wrócił do Bordowych, gdzie rozegrał jeden sezon, po czym znalazł zatrudnienie w AS Béziers. Następnie, na piłkarską emeryturę, wyjechał do USA, by reprezentować tamtejszy klub, New England Tea Men, a później Jacksonville Tea Men, gdzie zakończył karierę. W sezonie pożegnalnym rozegrał 23 mecze i strzelił 2 gole. Łącznie w swoim ligowym dorobku ma na koncie 334 występy i 63 bramki.
| Sezon   | Klub                 | Kraj    | Flaga             | Rozgrywki         | Mecze | Bramki |
| ------- | -------------------- | ------- | ----------------- | ----------------- | ----- | ------ |
| 1967/68 | Oryx Duala           | Kamerun | Kamerun           | Première Division | ?     | ?      |
| 1968/69 | Olympique Marsylia   | Francja | Francja           | Ligue 1           | 11    | 1      |
| 1969/70 | Paris Neuilly        | Francja | Francja           | Ligue 2           | 25    | 8      |
| 1970/71 | RC Joinville         | Francja | Francja           | Ligue 2           | 12    | 0      |
| 1971/72 | Olympique Marsylia   | Francja | Francja           | Ligue 1           | 2     | 0      |
| 1972/73 | Girondins Bordeaux   | Francja | Francja           | Ligue 1           | 21    | 1      |
| 1973/74 | Girondins Bordeaux   | Francja | Francja           | Ligue 1           | 33    | 11     |
| 1974/75 | Girondins Bordeaux   | Francja | Francja           | Ligue 1           | 37    | 6      |
| 1975/76 | Paris Saint Germain  | Francja | Francja           | Ligue 1           | 29    | 7      |
| 1976/77 | Paris Saint Germain  | Francja | Francja           | Ligue 1           | 21    | 5      |
| 1977/78 | Paris Saint Germain  | Francja | Francja           | Ligue 1           | 1     | 0      |
| 1977/78 | Girondins Bordeaux   | Francja | Francja           | Ligue 1           | 33    | 8      |
| 1978/79 | AS Béziers           | Francja | Francja           | Ligue 2           | 34    | 5      |
| 1979/80 | AS Béziers           | Francja | Francja           | Ligue 2           | 24    | 6      |
| 1980    | New England Tea Men  | USA     | Stany Zjednoczone | NASL              | 26    | 1      |
| 1981    | Jacksonville Tea Men | USA     | Stany Zjednoczone | NASL              | 23    | 2      |
| 1981/82 | Philadelphia Fever   | USA     | Stany Zjednoczone | MSL               | 11    | 8      |

## Kariera reprezentacyjna
Tokoto to najmłodszy reprezentant w historii Kamerunu. Ma za sobą grę w Mistrzostwach Świata 1982, na których rozegrał 3 mecze. W spotkaniu z Peru wszedł na boisko w 89 minucie za Rogera Millę, natomiast w meczu z Polską zmienił w przerwie Jacques’a N’Gueę.
- Tokoto obecnie jest dyrektorem szkolenia w Schwaben AC. Trenuje kadrę Under-16, a także reprezentację olimpijską U-16 i U-17 dziewcząt. Wcześniej pracował z młodzieżowymi drużynami z Rockford w Illinois.
- Tokoto jest członkiem afrykańskiej drużyny All-Stars, a także należy do klubu piłkarzy, którzy mają na koncie 100 i więcej występów w reprezentacji kraju.